# Thorsten Gerle
Thorsten Gabriel Gerle, född 18 maj 1890 på Gunnebo i Skaftö socken, död 6 augusti 1962 i Stockholm, var en svensk posttjänsteman.
Thorsten Gerle var son till folkskolläraren Gabriel Christoffer Gerle. Han inträdde 1911 i postverkets tjänst och blev 1921 förste postassistent hos Generalpoststyrelsen, där han tjänstgjorde som amanuens hos generaldirektören under flera år. Gerle blev kontrollör 1931 och tillförordnad aktuarie hos Generalpoststyrelsen 1936. Sin främsta insats gjorde han som organisatör och chef för Statens intressekontor från dess start 1934. Under hans ledning växte institutionen till en högt uppskattad inrättning särskilt beträffande skattebetalningen. 1938 blev Gerle förste byråsekreterare hos Generalpoststyrelsen. Han har utgett Släkten Gerle. Ett bidrag till dess historia (1936).